# リトルトン (コロラド州)
リトルトン（英: Littleton）は、アメリカ合衆国コロラド州の都市。アラパホ郡の郡庁所在地である。デンバーの南方に位置している。2020年時点での人口は45,652人で、コロラド州では20位となっている。市域の一部はダグラス郡とジェファーソン郡に入っている。

## 歴史
リトルトン市の歴史は1859年のパイクスピーク・ゴールドラッシュにまで遡る。この時代には、金を求める人だけでなく商人や農民もこの地域に集まった。リチャード・サリバン・リトルはニューハンプシャー州出身の技術者で、灌漑システムの開発に取り組むために西部にやってきた。リトルはすぐに現在のリトルトンの地域に定住することを決心し、1862年に東部から妻のアンジェリンを連れてきた。リトル家と近隣住民は1867年にラフアンドレディ製粉所を建設し、地域社会に強固な経済基盤を築いた。1890年までに、コミュニティの人口は245人に増加し、住民投票によりリトルトン町として法人化することが決定した。
デンバーや、タイタン (ロケット)やその他の航空宇宙製品を製造するマーティン・マリエッタに近いため、1950年代から1960年代にかけて大きく成長した。
リトルトンは、1999年にコロンバイン高校銃乱射事件が発生したことで広く知られるようになった。この事件では、同校の生徒エリック・ハリスとディラン・クレボルドが生徒12人と教師1人を殺害し、23人に負傷を与え、その後自殺した。

## 地理
リトルトンは北緯39度35分59秒 西経105度0分39秒 / 北緯39.59972度 西経105.01083度に位置している。コロラド州の中央部、アメリカ国道85号線とコロラド州道470号線が交差する場所に位置し、デンバーのダウンタウンから南に14km、コロラドスプリングスから北に89kmの位置にある。
市はグレートプレーンズのコロラド・ピードモント地域、ノースプラット川沿いに位置している。市の大部分は川の東側に位置している。いくつかの小さな支流が市内を北西に流れている。南西部の川沿いにはクーリー湖、バッフルヘッド湖、サウスプラット貯水池、イーグルウォッチ湖、レッドテール湖、ブラックロック湖、ウォルハースト湖、マクレレン貯水池といった小さな湖や貯水池がある。
アメリカ合衆国国勢調査局によれば、市の総面積は13.87平方マイル (35.9km2)で、このうち陸地は12.98平方マイル (33.6km2)、水域は0.89平方マイル (2.3km2)、水域率は0.3%である。
デンバーの郊外であるリトルトンは、デンバー・オーロラ都市圏及びフロントレンジ都市回廊の一部である。北はデンバーとイングルウッド、北東はグリーンウッドビレッジ、東はセンテニアル南はハイランズランチ、西はコロンバインとコロンバイン・バレー、北西はボウマーと接している。

### 気候
| リトルトンの気候                          | リトルトンの気候 | リトルトンの気候 | リトルトンの気候 | リトルトンの気候 | リトルトンの気候 | リトルトンの気候 | リトルトンの気候 | リトルトンの気候 | リトルトンの気候 | リトルトンの気候 | リトルトンの気候 | リトルトンの気候 | リトルトンの気候 |
| 月                                        | 1月              | 2月              | 3月              | 4月              | 5月              | 6月              | 7月              | 8月              | 9月              | 10月             | 11月             | 12月             | 年               |
| ----------------------------------------- | ---------------- | ---------------- | ---------------- | ---------------- | ---------------- | ---------------- | ---------------- | ---------------- | ---------------- | ---------------- | ---------------- | ---------------- | ---------------- |
| 最高気温記録 °F （°C）                    | 78 (26)          | 76 (24)          | 86 (30)          | 88 (31)          | 90 (32)          | 98 (37)          | 99 (37)          | 98 (37)          | 94 (34)          | 88 (31)          | 82 (28)          | 76 (24)          | 99 (37)          |
| 平均最高気温 °F （°C）                    | 43.8 (6.6)       | 47.2 (8.4)       | 53.9 (12.2)      | 62.6 (17)        | 69.4 (20.8)      | 80.3 (26.8)      | 85.4 (29.7)      | 82.7 (28.2)      | 75.4 (24.1)      | 64.1 (17.8)      | 51.0 (10.6)      | 43.0 (6.1)       | 63.2 (17.3)      |
| 平均最低気温 °F （°C）                    | 15.3 (−9.3)      | 19.1 (−7.2)      | 27.7 (−2.4)      | 35.1 (1.7)       | 43.4 (6.3)       | 52.6 (11.4)      | 57.6 (14.2)      | 55.8 (13.2)      | 46.6 (8.1)       | 33.7 (0.9)       | 22.8 (−5.1)      | 15.0 (−9.4)      | 35.4 (1.9)       |
| 最低気温記録 °F （°C）                    | −20 (−29)        | −23 (−31)        | −5 (−21)         | 6 (−14)          | 21 (−6)          | 36 (2)           | 44 (7)           | 42 (6)           | 17 (−8)          | 2 (−17)          | −2 (−19)         | −29 (−34)        | −29 (−34)        |
| 降水量 inch （mm）                        | 0.36 (9.1)       | 0.47 (11.9)      | 1.44 (36.6)      | 1.50 (38.1)      | 2.75 (69.9)      | 1.88 (47.8)      | 1.89 (48)        | 1.99 (50.5)      | 1.09 (27.7)      | 1.23 (31.2)      | 1.14 (29)        | 0.64 (16.3)      | 16.39 (416.3)    |
| 降雪量 inch （cm）                        | 8.9 (22.6)       | 7.8 (19.8)       | 11.9 (30.2)      | 7.8 (19.8)       | 0.6 (1.5)        | 0 (0)            | 0 (0)            | 0 (0)            | 0.9 (2.3)        | 3.0 (7.6)        | 12.2 (31)        | 12.7 (32.3)      | 65.7 (166.9)     |
| 出典：The Western Regional Climate Center |                  |                  |                  |                  |                  |                  |                  |                  |                  |                  |                  |                  |                  |

## 経済
2013年時点で、16歳以上の人口の66.8%が労働力人口であった。0.1%が軍隊に属し、61.2%は雇用されていて、5.5%は職に就いていない。職業構成は、経営、ビジネス、科学、芸術分野が44.4%。営業職・事務職が25.0％。サービス業が17.8%、生産、輸送、運搬が6.6%、天然資源、建設、メンテナンスが6.2%であった。産業別では、教育サービス、医療、社会扶助 (20.1%) 、専門的、科学的、管理的サービス、廃棄物管理 (14.1%)、小売業 (11.2%)の順に多かった。
リトルトンの生活費は平均的で、国内の平均を100とすると、この地域の生活費指数は101.8となっている。2013年時点で、市内の住宅価格の中央値は269,000ドル、月額の住宅費用の中央値は、住宅ローンのある住宅の場合は1,668ドル、住宅ローンのない住宅の場合は470ドル、総家賃の中央値は902ドルであった。

## 政治・行政
リトルトンは自治制を採用しており、シティー・マネージャーが統治する形態をとっている。市議会は市の政策を立案し、市の年間予算を承認する。シティー・マネージャーは市議会の政策を執行し、市役所の日常管理を監督する。
市議会は、4つの選挙区からそれぞれ1人ずつ選出される議員、全市を代表して選出される2人の議員、および市長の7人で構成されている。2021年以降、すべての市議会議員は4年の任期で選出されている。市議会議員の選挙は奇数年に行われ、3∼4議席が改選される。2021年、市の有権者は初の民選市長を選出し、任期は4年となった。
アラパホ郡の郡庁所在地であるリトルトンは、同郡の行政の中心地である。郡政府の本庁舎はリトルトンにあり、ほとんどの郡政府部門は市内に拠点を置いている。
市の大部分はコロラド州下院第6選挙区内にある。2012年にコロラド州の議会選挙区が変更され、市の南西部の一部がコロラド州下院第1選挙区に組み込まれた。州議会の選挙区は、上院が第26区、第30区、下院が第3区、第38区、第43区となっている。

### ZIPコード
「リトルトン」という地名は、市よりもはるかに広い西、東、南の広大な地域をカバーする11のZIPコードに割り当てられた。この地域には以下の非法人地域が含まれる。
- エーカーズ・グリーン
- キャリッジ・クラブ
- コロンバイン
- ヘリテージ・ヒルズ
- ハイランズランチ
- ケンキャリル
- ロックスボロー・パーク

デンバーの最南西部、マーストン地区（ZIPコード80123）は、郵送先住所に使用する優先地名として「リトルトン」が使用されているが、「デンバー」も使用できる。ジェファーソン郡の非法人地域に位置するイングルウッド連邦矯正施設もこのZIPコードを使用している。

## 教育
アラパホ郡の大部分はリトルトン教育学区内にある。一部はシェリダン教育学区とイングルウッド教育学区に含まれる。
市のジェファーソン郡内の地域の一部はジェフコ教育学区に、ダグラス郡内の地域の一部はダグラス郡教育学区RE-1に含まれている。
大学は以下の2校が市内にある。
- アラパホ・コミュニティカレッジ
- デンバー神学校

市内にあるコロラド視覚障害者センターでは、全米視覚障害者連合が運営する、視覚障害者向けのスキルトレーニングを行っている。

## 交通
2000年以降、市にはデンバー地域交通局のD線が乗り入れている。以前はC線も乗り入れていたが廃線となった。ダウンタウンにリトルトン・ダウンタウン駅がある。

## 文化

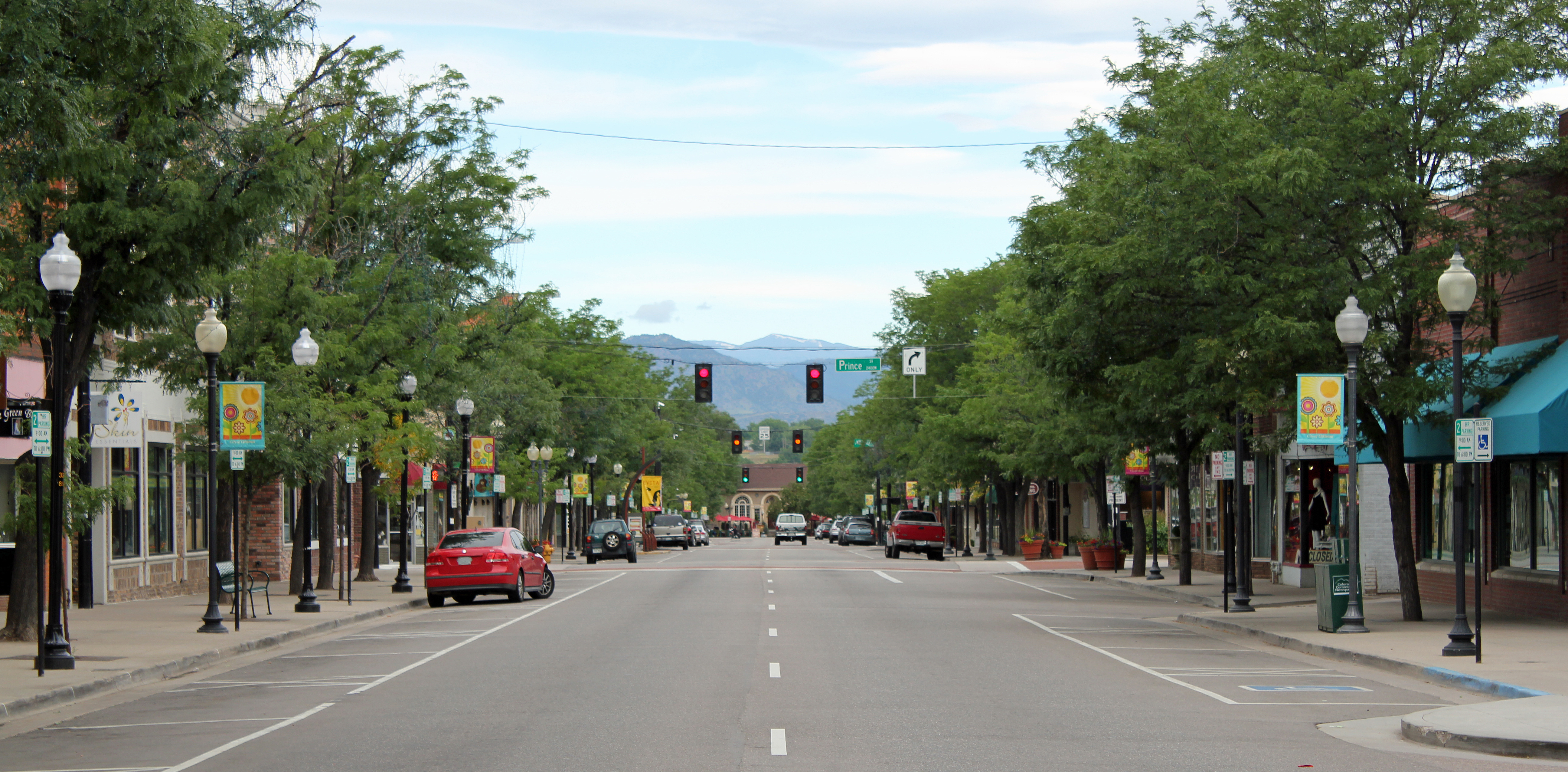
ダウンタウンのメインストリート

### 芸術・音楽
- デポ・アートギャラリー
- リトルトン交響楽団
- ヴォイシズ・ウェスト（旧リトルトン・コラール）
- リトルトン博物館

### イベント

#### ウエスタン・ウェルカム・ウィーク
1920年代後半以来、リトルトンではウエスタン・ウェルカム・ウィークを毎年開催している。地元の市民団体、慈善団体等によって30以上のイベントが開催される。

#### キャンドルライト・ウォーク
キャンドルライト・ウォークは毎年感謝祭後の金曜日にメインストリートで開催される。

#### トワイライト・クリテリウム
リトルトン・トワイライト・クリテリウムは、夏の終わりに歴史あるダウンタウンの1.3マイルのコースで開催される。コンサートや一般市民向けのレースも行われる。

### 見どころ
- ハドソン・ガーデンズ
- タウンホール・アーツセンター
- アルフレッド・パッカーの墓

## 著名な出身者
- デイヴ・グルーシン - ジャズピアニスト、作曲家
- ドン・グルーシン - ピアニスト、音楽プロデューサー
- ロス・リンチ - 俳優、歌手
- スティーヴン・クリストファー・パーカー - 俳優
- ローレン・テイラー - 女優
- マーク・ホージマー - 野球選手
- スティーブン・ウィルソン - 野球選手
- タイラー・ロジャース - 野球選手
- テイラー・ロジャース - 野球選手
- コール・バセット - サッカー選手